# Albbruck
El municipio de Albbruck está ubicado en la salida del valle del Alb donde el río Alb desemboca en el Rin en el distrito de Waldshut en el sur de Baden-Wurtemberg, Alemania.